# Parviturbo dibellai
Parviturbo dibellai is een slakkensoort uit de familie van de Skeneidae. De wetenschappelijke naam van de soort is voor het eerst geldig gepubliceerd in 2007 door Buzzurro & Cecalupo.